# Dvojbradlí

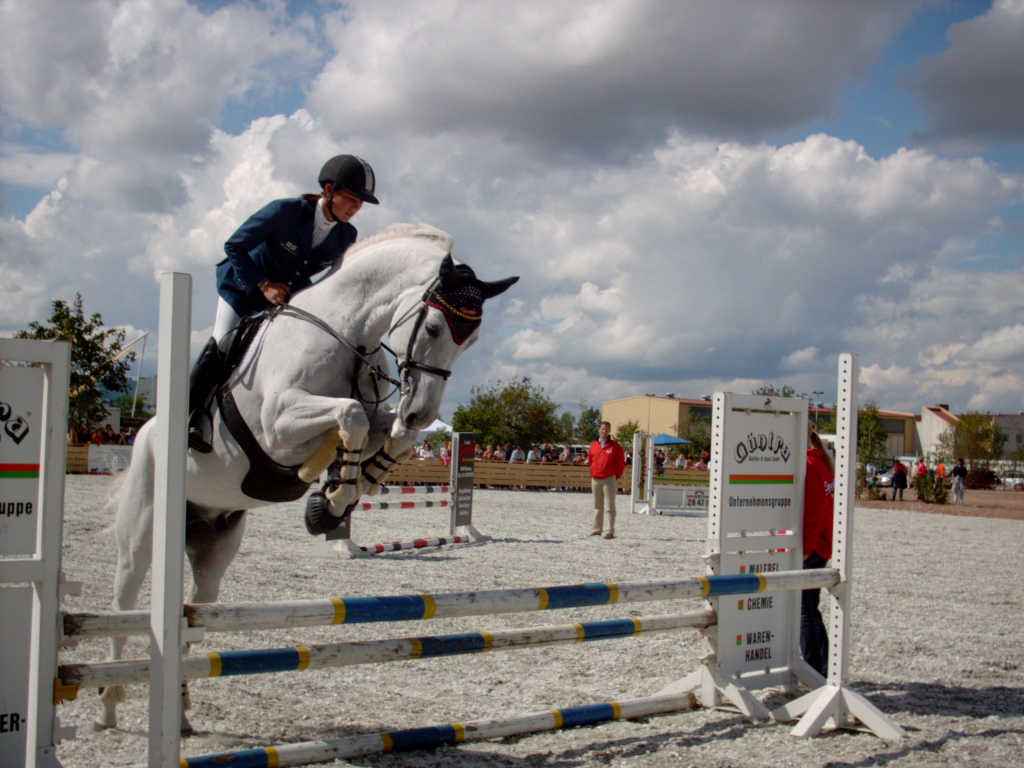
Dvojbradlí

Dvojbradlí je druh parkurové překážky. Skládá se z několika břeven nad sebou, v určité vzdálenosti, za nimi je jedno další břevno (jeho vzdálenost určuje šířku skoku). Zadní břevno musí být výš než nejvyšší přední. Oproti tomu oxer má obě břevna ve stejné výšce. Jiný název pro dvojbradlí je také "nepravý oxer" nebo také anglicky " Doublebar " ( čti: Dablbar )